# Вільгельм Альберт (інженер)
Вільгельм Август Юліус Альберт (24 січня 1787 — 4 липня 1846) був німецьким інженером і гірничим адміністратором, якого найбільше запам'ятали як першу людину, яка записала спостереження втоми металу.
Альберт народився в Ганновері та рано виявив талант музиканта, перш ніж розпочати вивчення права в Геттінгені в 1803 році. Досвід у горах Гарц пробудив інтерес до гірничої справи, і в 1806 році його призначили на службу в Гірничо-лісницький офіс у Клаусталі. До 1836 року він керував усією гірничою промисловістю області Гарц.
У 1829 році він спостерігав, вивчав і повідомляв про несправність підйомних ланцюгів чавунних шахт, що виникає внаслідок повторюваних малих навантажень, що стало першим зареєстрованим описом втоми металу. Він побудував машину, яка багаторазово навантажувала ланцюг. Його висновок полягав у тому, що втома не була пов'язана з випадковим перевантаженням, а залежала від навантаження та кількості повторень циклів навантаження.
Він винайшов скручений сталевий трос, пізніше відомий як «Мотузка Альберта», який вперше був використаний у шахті Клаусталь Каролайн у 1834 році та був попередником сучасного дротяного каната.
Помер у Клаусталі.